# Cimetière communal de Montreuil
Le cimetière communal de Montreuil, est un cimetière se trouvant avenue Jean-Moulin à Montreuil en Seine-Saint-Denis.

## Historique
Ce cimetière était destiné à remplacer le cimetière de l'église. Il a été ouvert le 28 mars 1826, et est propriété communale depuis 1904.
Son ancienne entrée se trouvait à l'angle de la  rue Pierre-de-Montreuil et de la rue Eugène-Varlin. Dans les années 1930, elle a été déplacée rue Galilée.
En 1970, il a été agrandi d'une annexe située de l'autre côté de l'avenue Jean-Moulin, appelée Cimetière nouveau de Montreuil.

## Description
Ce cimetière comprend plusieurs monuments funéraires:
- un mausolée dédié aux soldats morts pendant la guerre de 1870,
- un mur monumental en hommage aux victimes des deux guerres mondiales et des guerres d'Indochine et d'Algérie,
- un carré des victimes civiles de la Seconde Guerre mondiale.

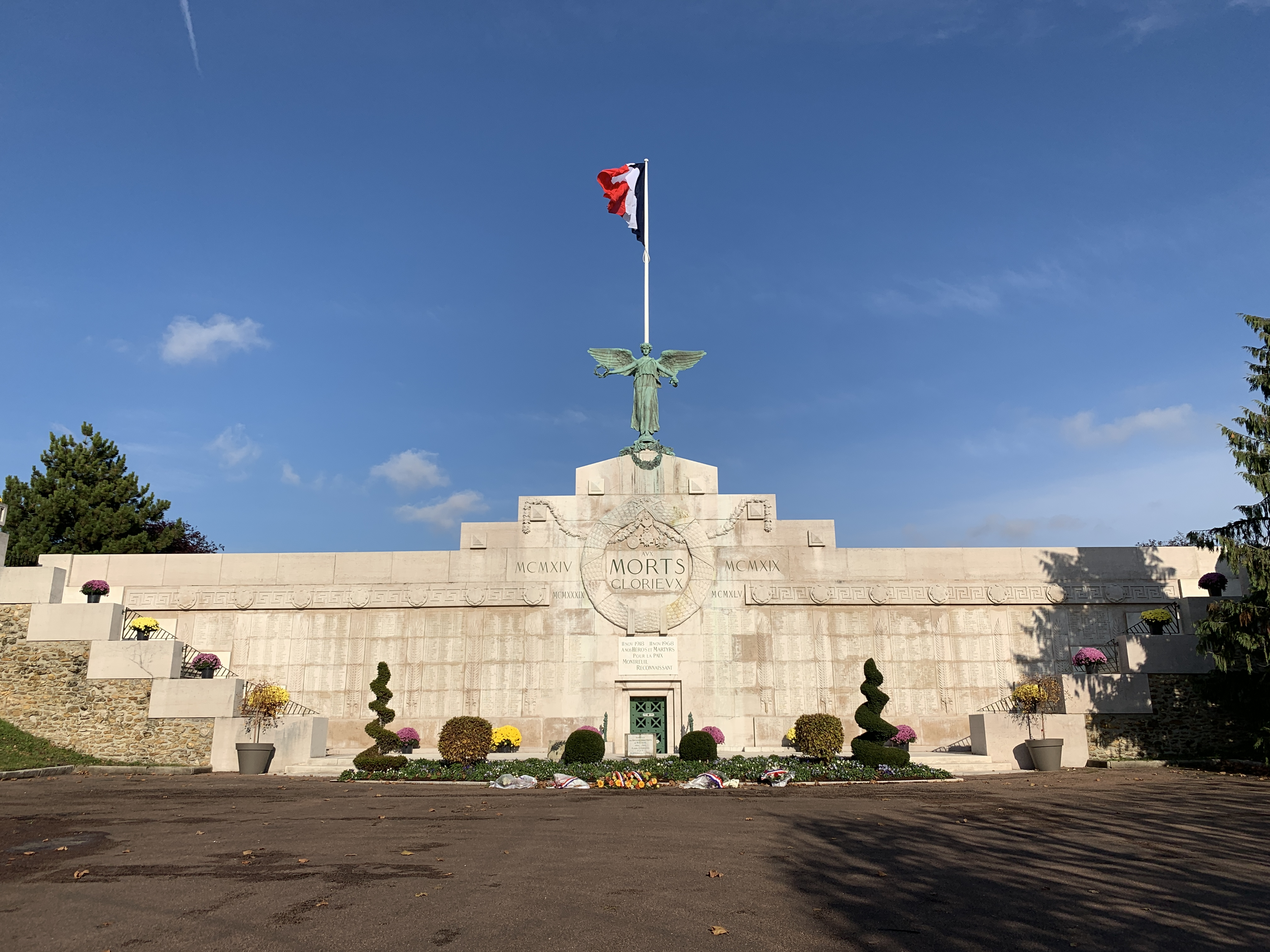
Monument aux morts.
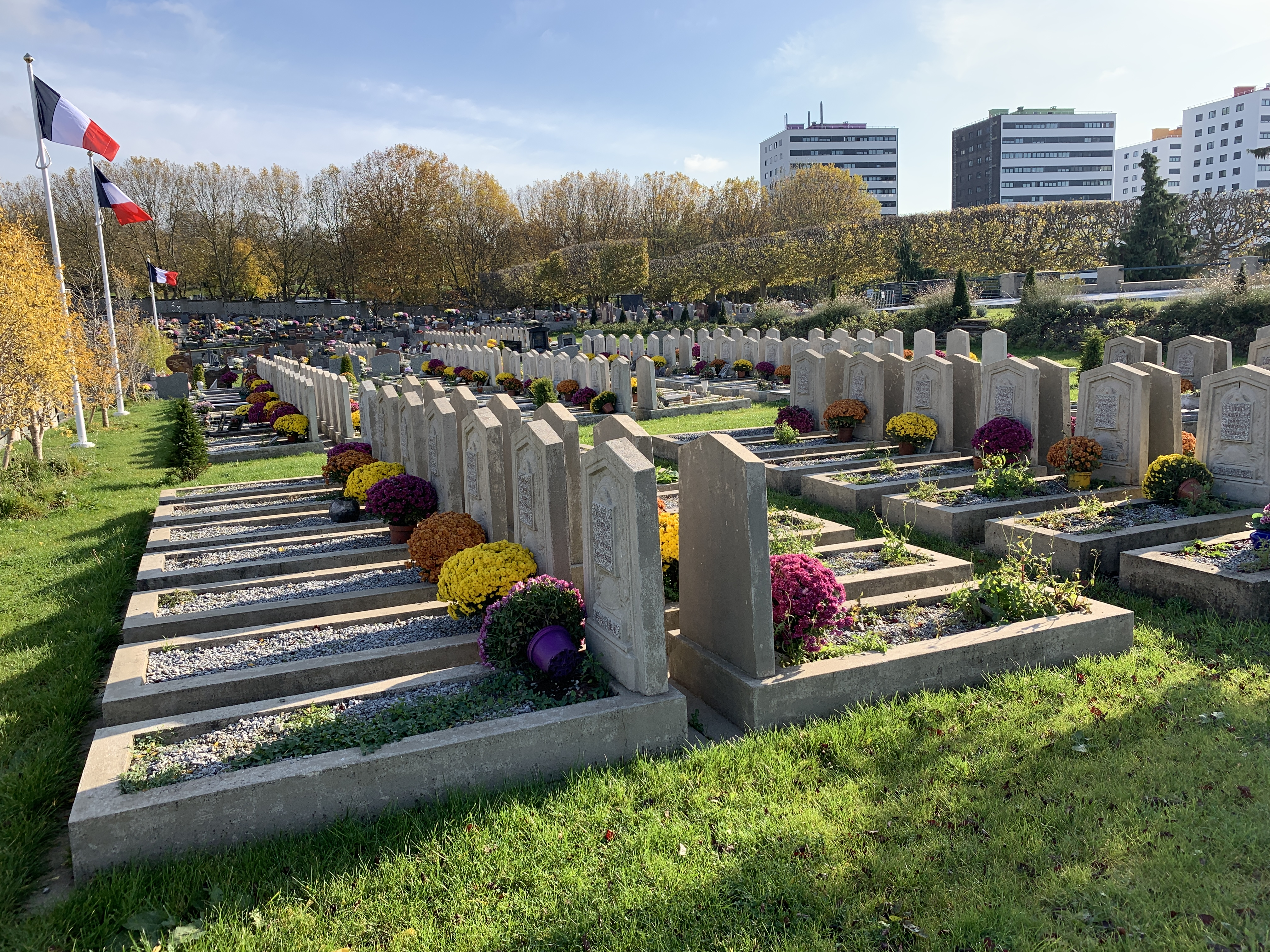
Carré militaire.
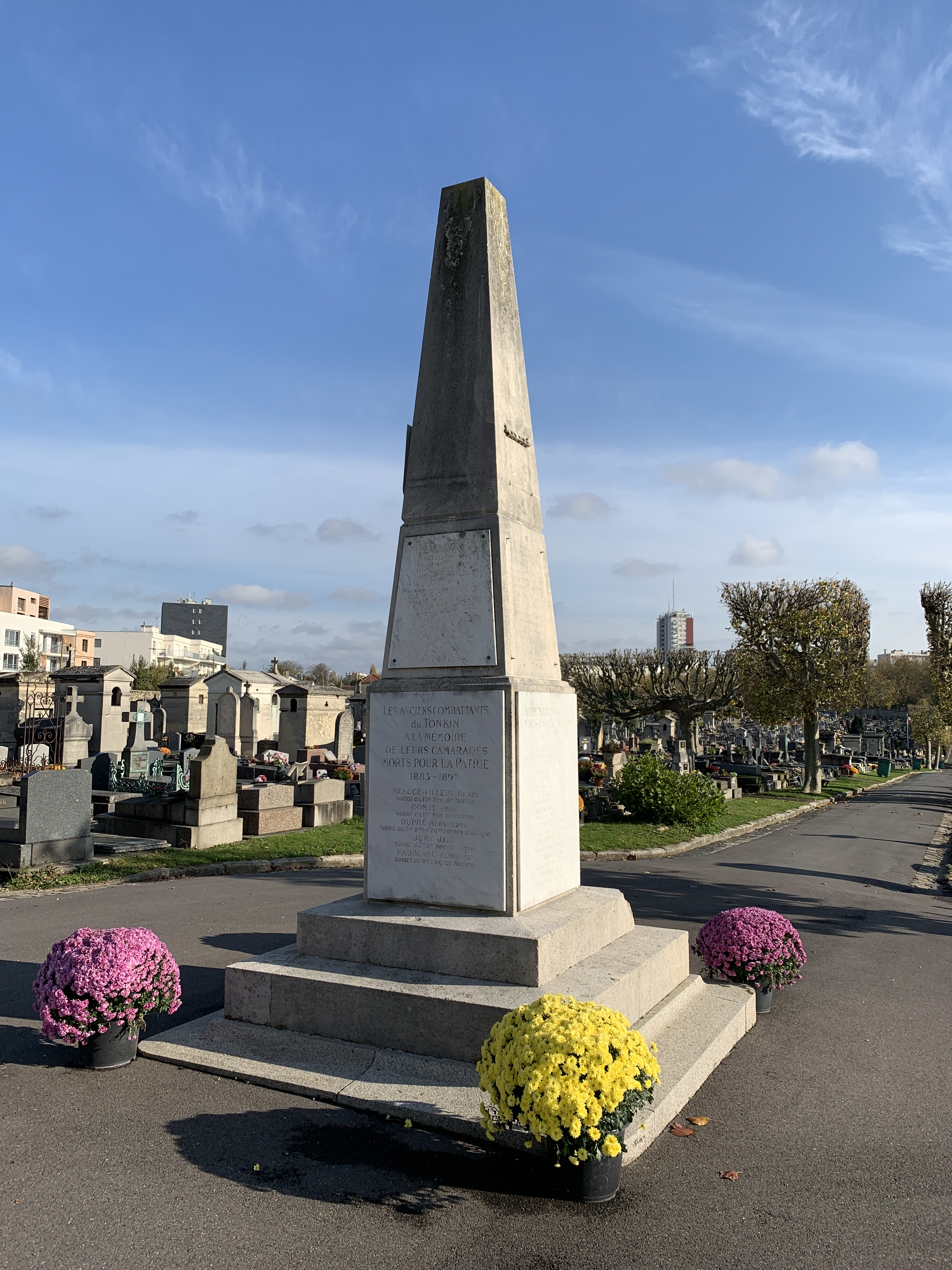
Monument aux morts des guerres coloniales.
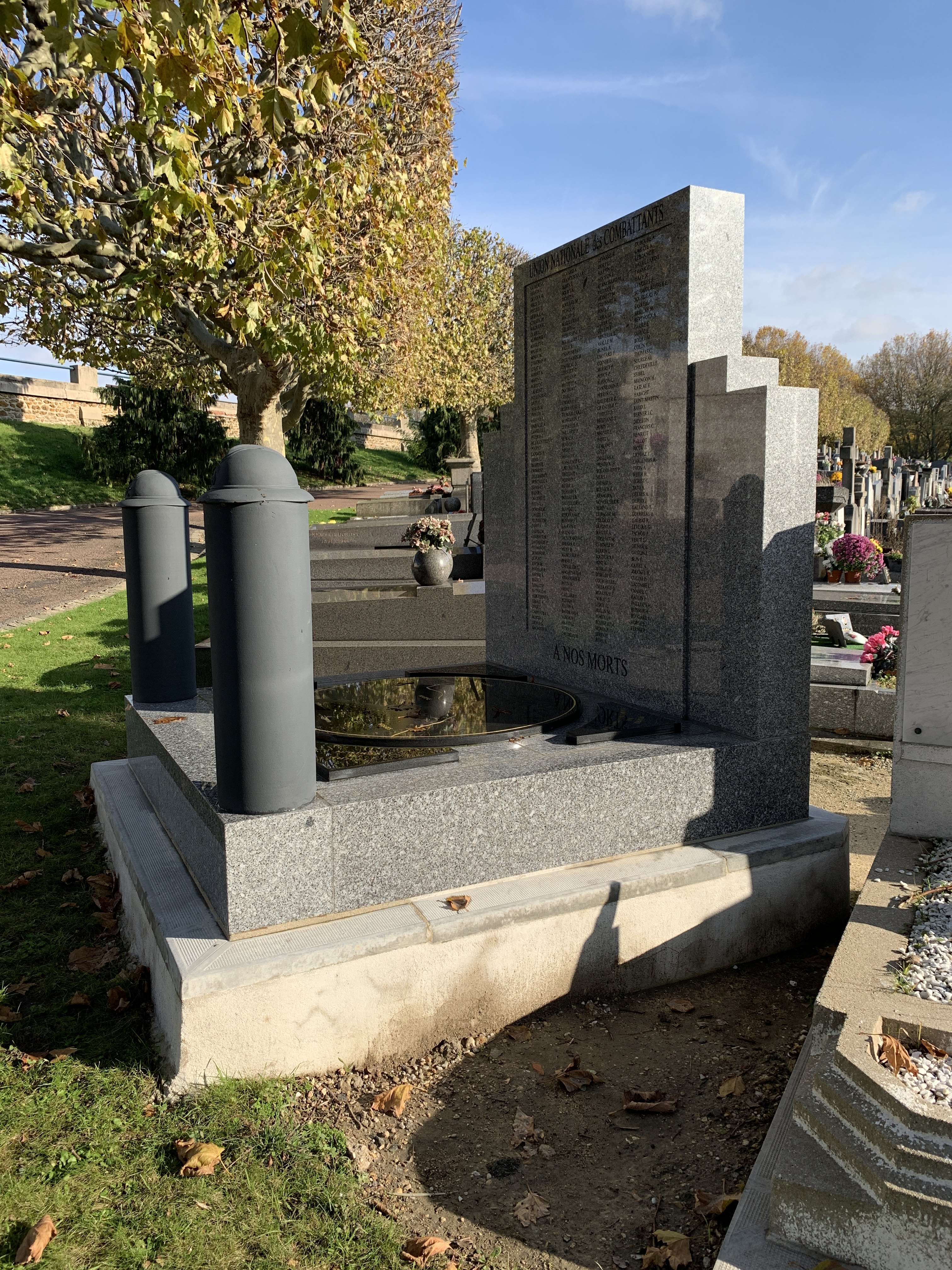
Monument de l'Union Nationale des Combattants.

## Personnalités
- Luc Barney (1916-1991), chanteur d'opérette.
- Georges Bourgeot (1876-1955), maître-verrier.
- Chapelle de la famille Meliès : la première épouse de Georges Meliès y repose.
- L'arboriculteur Alexis Lepère (mort en 1882), tombe autrefois surmontée d'un buste.
- Famille Préaux. Cette famille de notables de la ville lui fit de nombreux dons. La sépulture est surmontée d'une haute croix et le socle est recouvert de gisants sculptés.
- François Vibert (1891-1978), acteur.
- Werenoi (1994-2025), rappeur originaire de la ville.